# Les Intrus (film, 2009)
Pour les articles homonymes, voir Les Intrus.
Pour plus de détails, voir Fiche technique et Distribution.
Les Intrus (The Uninvited) est un film d'horreur américain réalisé par Charles et Thomas Guard, sorti en 2009. Il s'agit du remake du film sud-coréen Deux Sœurs réalisé par Kim Jee-woon (장화, 홍련, 2003).

## Synopsis
Anna (Emily Browning) sort de l'hôpital psychiatrique pour retrouver sa famille en la personne de sa sœur Alex (Arielle Kebbel) et de son père (David Strathairn), car sa mère (Maya Massar), malade, a péri dans l'incendie de leur maison. Mais voilà, d'étranges apparitions font dire à Anna que la nouvelle compagne (Elizabeth Banks) de leur père, et au passage infirmière de feue sa mère, aurait tué cette dernière pour avoir la mainmise sur la famille. Confortée par Alex, Anna se sent de plus en plus en danger face à cette marâtre et décide donc de réagir.

## Fiche technique
Sauf indication contraire, les informations mentionnées dans cette section peuvent être confirmées par les bases de données cinématographiques IMDb et Allociné,  présentes dans la section « Liens externes ».
- Titre original : The Uninvited
- Titre français : Les Intrus
- Réalisation : Charles Guard et Thomas Guard
- Scénario : Carlo Bernard, Doug Miro et Craig Rosenberg, d'après Deux Sœurs de Kim Jee-woon
- Musique : Christopher Young
- Direction artistique : Nancy Ford et Margot Ready
- Décors : Andrew Menzies
- Costumes : Trish Keating
- Photographie : Daniel Landin
- Son : Jeffrey J. Haboush, Scott Hecker, Rick Hromadka, Greg P. Russell
- Montage : Jim Page et Christian Wagner
- Production : Roy Lee, Laurie MacDonald et Walter F. Parkes
  - Direction de production : Gerald D. Moon
  - Production déléguée : Doug Davison, Michael Grillo, Tom Pollock et Ivan Reitman
  - Coproduction : Casey Grant et Riyoko Tanaka
- Sociétés de production :
  - États-Unis : Parkes/MacDonald Image Nation, The Montecito Picture Company et Vertigo Entertainment, en association avec Cold Spring Pictures, présenté par Dreamworks Pictures
  - Allemagne : en association avec Medien 5 Filmproduktion
  - Canada : DWBC Productions (non crédité)
  - Royaume-Uni : Goldcrest Films (non crédité)
- Sociétés de distribution : Paramount Pictures (États-Unis, Canada, Royaume-Uni, France) ; Universal Pictures (Belgique)[1]
- Budget : n/a
- Pays de production :  États-Unis[2],[N 1]
- Langue originale : anglais
- Format : : couleur (DeLuxe) — 35 mm — 1,85:1 (Panavision) — son DTS / SDDS / Dolby Digital
- Genre : épouvante-horreur, drame, thriller, fantastique
- Durée : 87 minutes
- Dates de sortie[3] :
  - États-Unis, Canada : 30 janvier 2009[4]
  - Belgique : 15 avril 2009[5]
  - Royaume-Uni : 24 avril 2009
  - Allemagne : 28 mai 2009
  - France : 10 juin 2009[6]
- Classification[7] :
  - États-Unis : accord parental recommandé, film déconseillé aux moins de 13 ans (PG-13 - Parents Strongly Cautioned)[N 2]
  - Allemagne : interdit aux moins de 16 ans (FSK 16)
  - Royaume-Uni : interdit aux moins de 15 ans (15 - Suitable only for 15 years and over)
  - Canada (Nouvelle-Écosse) : certaines scènes peuvent heurter les enfants - accord parental souhaitable (PG - Parental Guidance)
  - Canada (Québec) : 13 ans et plus (horreur) (13+ / 13 years and over)[4]
  - Canada (Alberta/Colombie-Britannique/Manitoba/Ontario/Saskatchewan) : les enfants de moins de 14 ans doivent être accompagnées d'un adulte (14A - 14 Accompaniment)
  - France : tous publics avec avertissement[8],[N 3]
  - Belgique : potentiellement préjudiciable jusqu'à 16 ans (KNT/ENA : Kinderen Niet Toegelaten  / Enfants Non Admis)[5],[9],[N 4]

## Distribution
- Emily Browning (VF : Lily Rubens) : Anna Ivers
- Arielle Kebbel (VF : Olivia Luccioni) : Alex
- David Strathairn (VF : Hervé Bellon) : Steven
- Elizabeth Banks (VF : Laura Blanc) : Rachel Summers
- Maya Massar : la mère
- Kevin McNulty (VF : Hervé Caradec) : le shérif Emery
- Jesse Moss (VF : Benjamin Jungers) : Matt
- Dean Paul Gibson (VF : Stéphane Bazin) : Dr Silberling
- Don S. Davis : M. Henson
- Lex Burnham (VF : Adeline Chetail) : Iris
- Matthew Bristol : David
- Danny Bristol : Samuel
- Heather Doerksen : Mildred
- Alf Humphreys : le prêtre
- Ryan Cowie : l'aide-soignant #1
- Troy Rudolph : l'aide-soignant #2
- John Prowse : le boucher

## Production

### Tournage
Le tournage a lieu du 23 juillet 2007 au 25 septembre 2007 à Vancouver en Colombie-Britannique, ainsi que dans la propriété riveraine de l'île Bowen.

### Musique
Quelques chansons sont incluses dans le film :
- My Party de Kings of Leon
- The Songs That We Sing de Charlotte Gainsbourg
- Spite de Smallwhitelight
- Green Haze de Miles Davis

## Nominations
- Fright Meter Awards 2009 : meilleure actrice dans un second rôle pour Elizabeth Banks
- Teen Choice Awards 2009 : meilleur film d'horreur / thriller

## Éditions en vidéo
- En France, le film Les Intrus est sorti en DVD le 20 octobre 2009[13] et en VOD le 1er février 2016[6].
- Au Québec, le film est sorti en DVD le 28 avril 2009[4].